# محمدباقر باقری کنی
محمدباقر باقری معروف به باقری کنی (زاده ۱۳۰۵) روحانی شیعه و سیاستمدار است او از آذر ۱۳۹۳ تا شهریور ۱۳۹۴ سرپرست دانشگاه امام صادق بود و پیش‌تر در دوره‌های اول، دوم و 
چهارم مجلس خبرگان رهبری نیز عضویت داشته‌است اما با ناکامی در انتخابات هفتم اسفند ۱۳۹۴ از ورود مجدد به مجلس خبرگان بازماند باقری کنی از ابتدای تأسیس دانشگاه امام صادق استاد و قائم مقام این دانشگاه بوده‌ است.

## زندگی‌نامه
وی پس از گذراندن تحصیلات ابتدایی به همراه برادر کوچکتر خود، محمدرضا مهدوی کنی، برای تحصیل علوم دینی به حوزه علمیه علی‌اکبر برهان در مسجد لرزاده تهران رفت. در سال ۱۳۲۷ به قم رفت و دروس سطح را از مدرسانی مانند عبدالجواد سده‌ای(جبل عاملی)، محمدصدوقی، سیدمحمد باقرسلطانی طباطبایی، مجاهدی آموخت.

## استادان
او که از شاگردان درس خارج سیدحسین بروجردی و سید روح‌الله خمینی بود، علاوه بر فقه و اصول، در فلسفه و تفسیر سال‌ها از درس‌های سید محمدحسین طباطبایی استفاده کرد و در قزوین و تهران در درس‌های اسفار سید ابوالحسن رفیعی قزوینی حاضر می‌شد.

## سوابق
محمدباقر باقری از ابتدای تأسیس دانشگاه امام صادق به عنوان عضو هیئت علمی و پس از فوت محمدرضا مهدوی کنی به عنوان سرپرست دانشگاه مشغول به فعالیت بود.

## زندگی خانوادگی
محمدباقر باقری کنی برادر محمدرضا مهدوی کنی رئیس سابق مجلس خبرگان رهبری است. فرزند او مصباح‌الهدی باقری کنی، داماد سید علی خامنه‌ای است. فرزند دیگر او علی باقری کنی، معاون سعید جلیلی در شورای عالی امنیت ملی بود. وی در سال ۱۳۹۸ طی حکمی از سوی سید ابراهیم رئیسی به‌عنوان معاون رئیس قوه قضائیه در امور بین‌الملل و دبیر ستاد حقوق بشر منصوب و جایگزین محمدجواد لاریجانی در این منصب شد. او تا سال ۱۴۰۰ در معاونت قوه قضائیه باقی ماند و هم اکنون معاون سیاسی وزیر امور خارجه می باشد. فرزند دیگر او محمدامین باقری استاد دانشگاه امام صادق است.